# Zum Göttlichen Erlöser (Köln)
Die Kirche Zum Göttlichen Erlöser ist eine römisch-katholische Kirche im Kölner Stadtteil Rath/Heumar. Sie gehört zum Pfarrverband Roncalli am Heumarer Dreieck innerhalb des Erzbistums Köln. Die Kirche wurde am 25. November 1991 als Baudenkmal unter Denkmalschutz gestellt (Nr. 6294).

## Geschichte der Kirche und ihrer Gemeinde

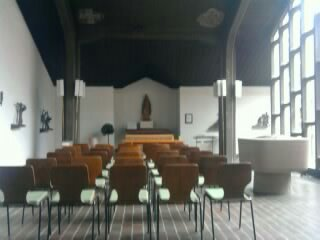
Marienaltar (Hintergrund) und Taufbrunnen (rechts)

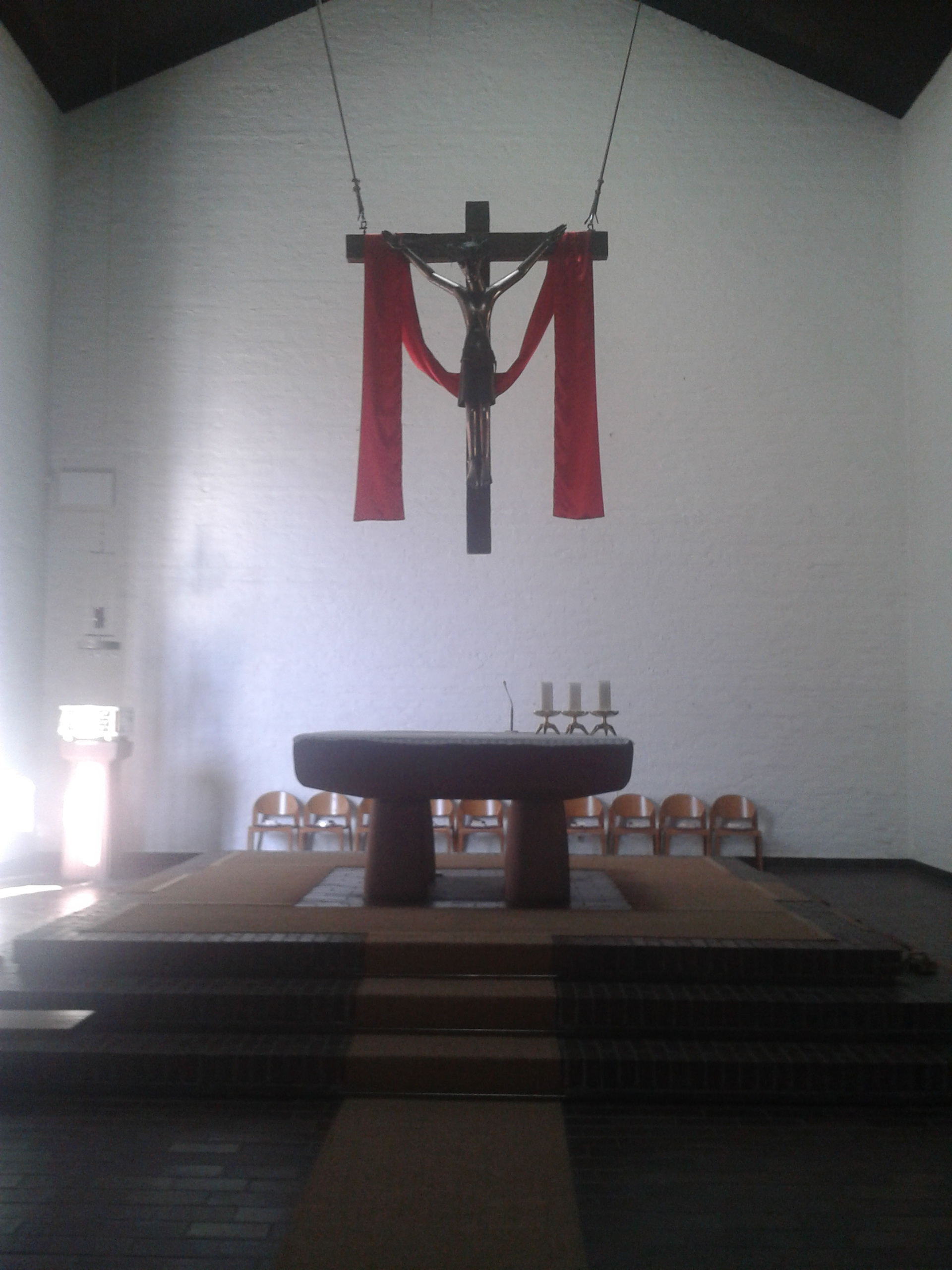
Altar und Kreuz (mit rotem Tuch anlässlich des Pfingstfestes), hinten links der Tabernakel

Die Kirche wurde 1953–1955 nach einem Entwurf von Fritz Schaller erbaut. Sie ist das früheste Beispiel in Schallers Schaffen, das traditionelle Prinzip der überschaubaren Raumgeschlossenheit zu durchbrechen und das Raumgefüge neu zu gruppieren. Beim Bau der Kirche folgte der Architekt bereits Grundsätzen für die Architektur von Kirchen, die erst nach dem Zweiten Vaticanum üblich wurden. Als vorkonziliare Kirche (in den 1950er Jahren erbaut) verfügte sie bereits über einen Volksaltar und Kirchenschiffe, die sich von allen Seiten dem Altar zuwenden.
Am 28. März 1954 wurde die Kirche und ihre Glocken durch Weihbischof Joseph Ferche geweiht, nachdem die Rektoratspfarrei Zum Göttlichen Erlöser am 11. November 1953 errichtet worden war. Zum Rektoratspfarrer wurde Hans Macke ernannt. 1973 wurde die Rektoratspfarre zur Pfarrei erhoben, Macke wurde Pfarrer der Pfarrei; 1978 trat er in den Ruhestand, Hartmut Hold wurde zum Pfarrer der Pfarrei Zum Göttlichen Erlöser berufen. Nach der Zusammenführung der Pfarreien St. Cornelius und Zum Göttlichen Erlöser (Rath/Heumar), St. Servatius und Zu den Heiligen Engeln (Ostheim) und St. Adelheid (Neubrück) zum Pfarrverband Roncalli „Am Heumarer Dreieck“ wurde 2010 Gerd Breidenbach Pfarrer des Pfarrverbandes.
Mehrere Gruppierungen haben Anteil an der Geschichte der Pfarrgemeinde. So existiert seit 1947 ein Pfadfinderstamm, seit Gründung der Pfarrei 1954 eine Messdienergemeinschaft und eine Gruppe der Malteser Jugend Köln. Seit den 1954 befindet sich in Nachbarschaft der Kirche eine Bücherei, 1957 wurde ein Montessori Kinderhaus neben der Kirche eingeweiht.

## Architektur und Ausstattung
Die Kirche ist eine mehrschiffige Hallenkirche mit querschiffartigen Erweiterungen. Über ihnen wurde das durchlaufende Satteldach weit heruntergezogen. In der Vierung steht der um drei Stufen erhobene Altar aus Rotsandstein in Tischform. Über diesem hängt ein Holzkreuz mit silbernem Corpus aus dem Werk von Hans-Jakob Heppekausen. Der Altarraum wird ergänzt durch ein Oberlicht im Dach. Die Betondecke ist verziert mit verschiedenen Mosaiken des Bildhauers Prof. Hein Wimmer. Er schuf ebenfalls den Altar, das Taufbecken, die Weihwasserbecken sowie den Tabernakel, der sich vom Mittelschiff aus gesehen rechts hinter dem Altar befindet. Er ruht auf einem rotsandsteinernen Sockel und ist mit vergoldeten Blattornamenten verziert. im östlichen Teil der Kirche befindet sich in Altarnähe die Orgel von Walcker Orgelbau aus dem Jahr 1961. Sie verfügt über 22 Register auf zwei Manualen und Pedal.
Der ebenfalls aus rotem Sandstein gefertigte Marienaltar befindet sich im hinteren, nördlichen Teil der Kirche. Auf ihm ist eine hölzerne Darstellung der Mutter Gottes zu sehen. Für Werktagsmessen und Taufen wird diese Kapelle heute häufig verwendet.
Das Kirchengebäude umschließt einen rechteckigen Gartenhof. In diesem Umgang befinden sich die bronzenen Kreuzwegstationen von Joseph Hoentgesberg. Um das Hauptportal im Süden befindet sich eine zum Teil farbig verglaste Seitenwand in einem Beton-Gerüst. Der Entwurf für die farbige Verglasung stammt von Hubert Schaffmeister.
Das Geläut wurde 1954 mit Rücksicht auf den Klang des Geläuts von St. Cornelius Heumar gegossen.

### Technische Daten
| Nr. | Name        | Gussjahr | Gießer, Gussort                                    | Durchmesser (mm) | Gewicht (kg) | Schlagton/Nominal |
| 1   | Johannes    | 1954     | Hans Hüesker, Fa. Petit & Gebr. Edelbrock, Gescher | 770              | 286          | ces2 +9           |
| 2   | Schutzengel | 1954     | Hans Hüesker, Fa. Petit & Gebr. Edelbrock, Gescher | 680              | 192          | des2 +9           |

### Inschriften
| Nr. | Name        | Inschriften |
| 1   | Johannes    | SANCTO JOHANNI BAPTISTAE SACRA IN MEMORIAM JOANNIS NIEDENHOFF FUSA A. D. 1954 REDUC, DOMINE, CAPTIVOS, CO(n)SOLARE MAESTOS. REQUIEM DA MORTUIS, DONA PACEM MUNDO! (Dem hl. Johannes dem Täufer heilig. In Erinnerung an Johann Niedenhoff, gegossen im Jahr des Herrn 1954. Führe, Herr, die Gefangenen zurück, tröste die Traurigen! Gib Ruhe den Toten, schenk der Welt den Frieden.) |
| 2   | Schutzengel | + LARGIRE, DEUS, NOS ANGELORUM PROTECTIONE DEFENDI. E COLLECTIS PUERORUM COMPARATA A. D. 1954 (Gewähre Gott, dass wir durch den Schutz der Engel verteidigt werden. Durch Sammlungen der Kinder zusammengebracht. Im Jahr des Herrn 1954.) |

## Galerie

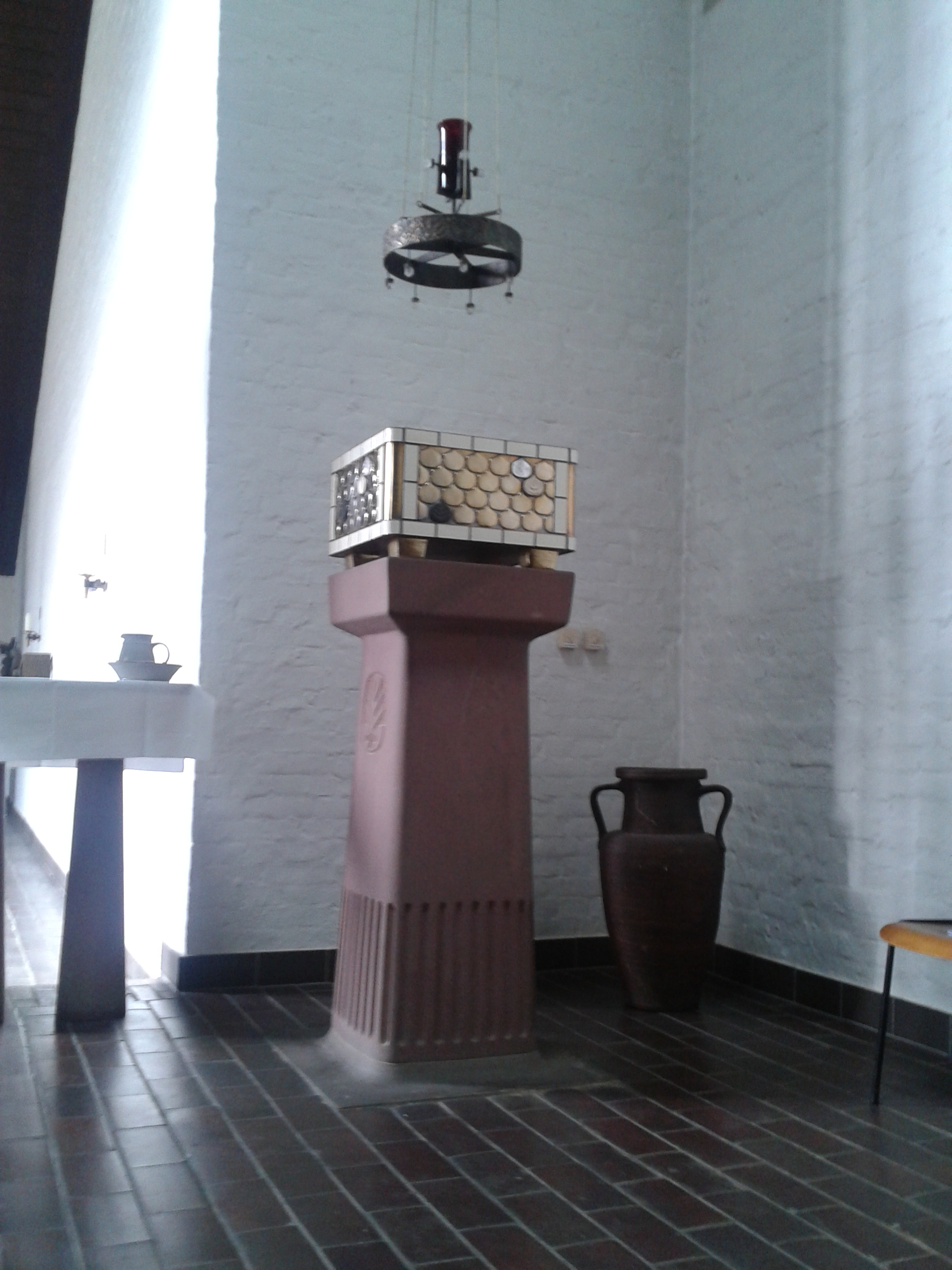
Tabernakel aus dem Werk von Prof. Hein Wimmer
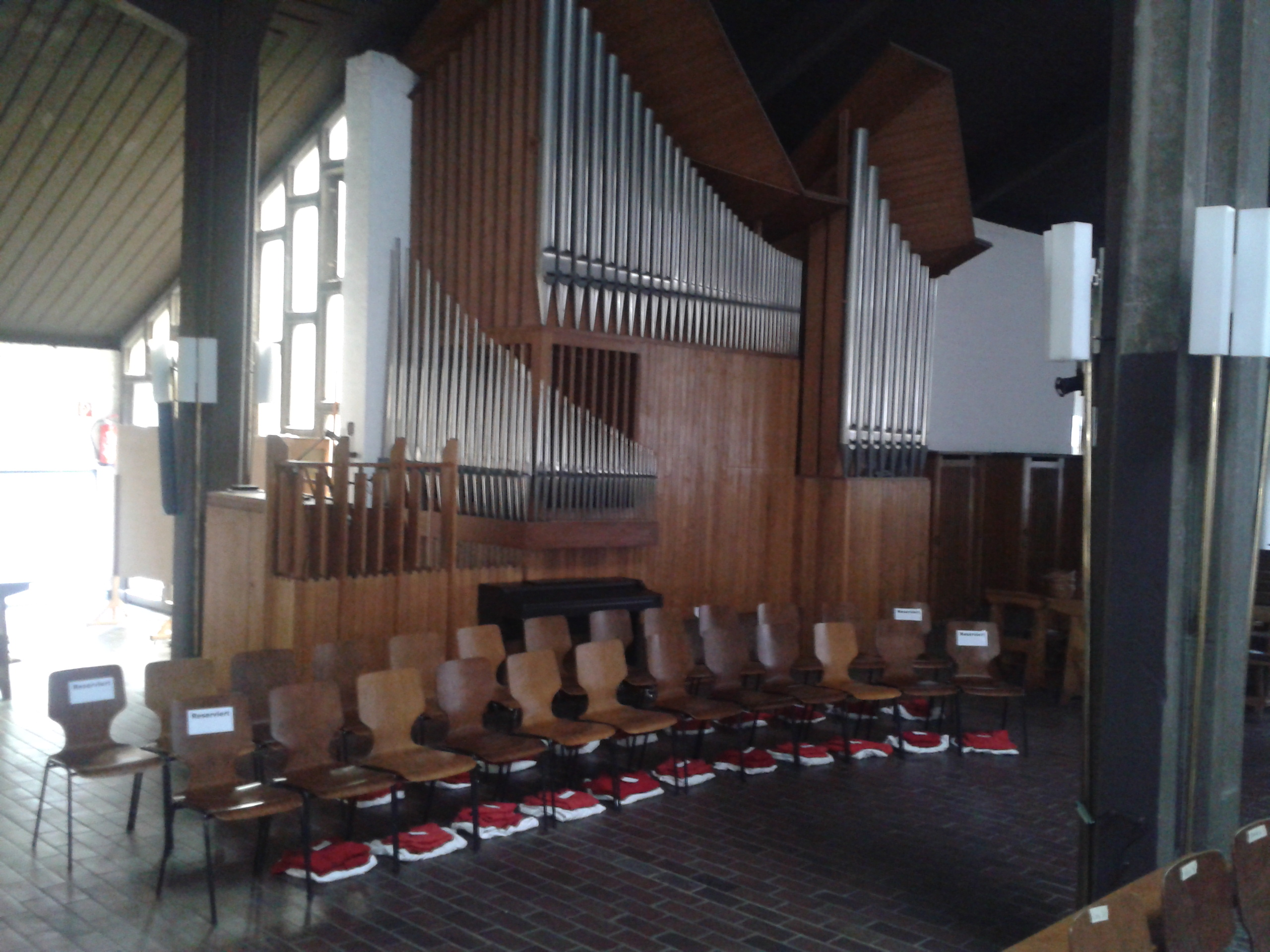
Orgel aus dem Jahr 1961
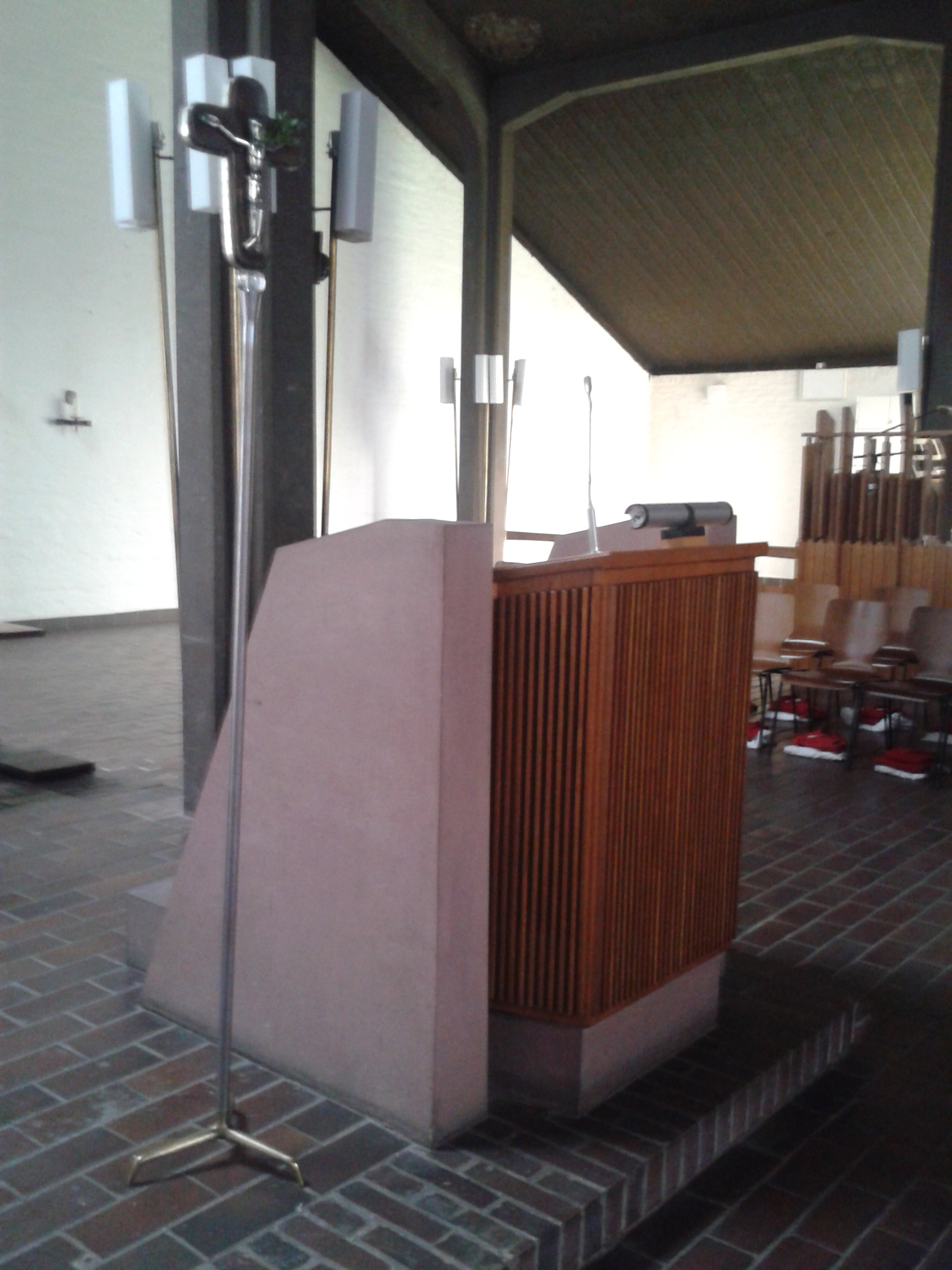
Ambo und Vortragekreuz
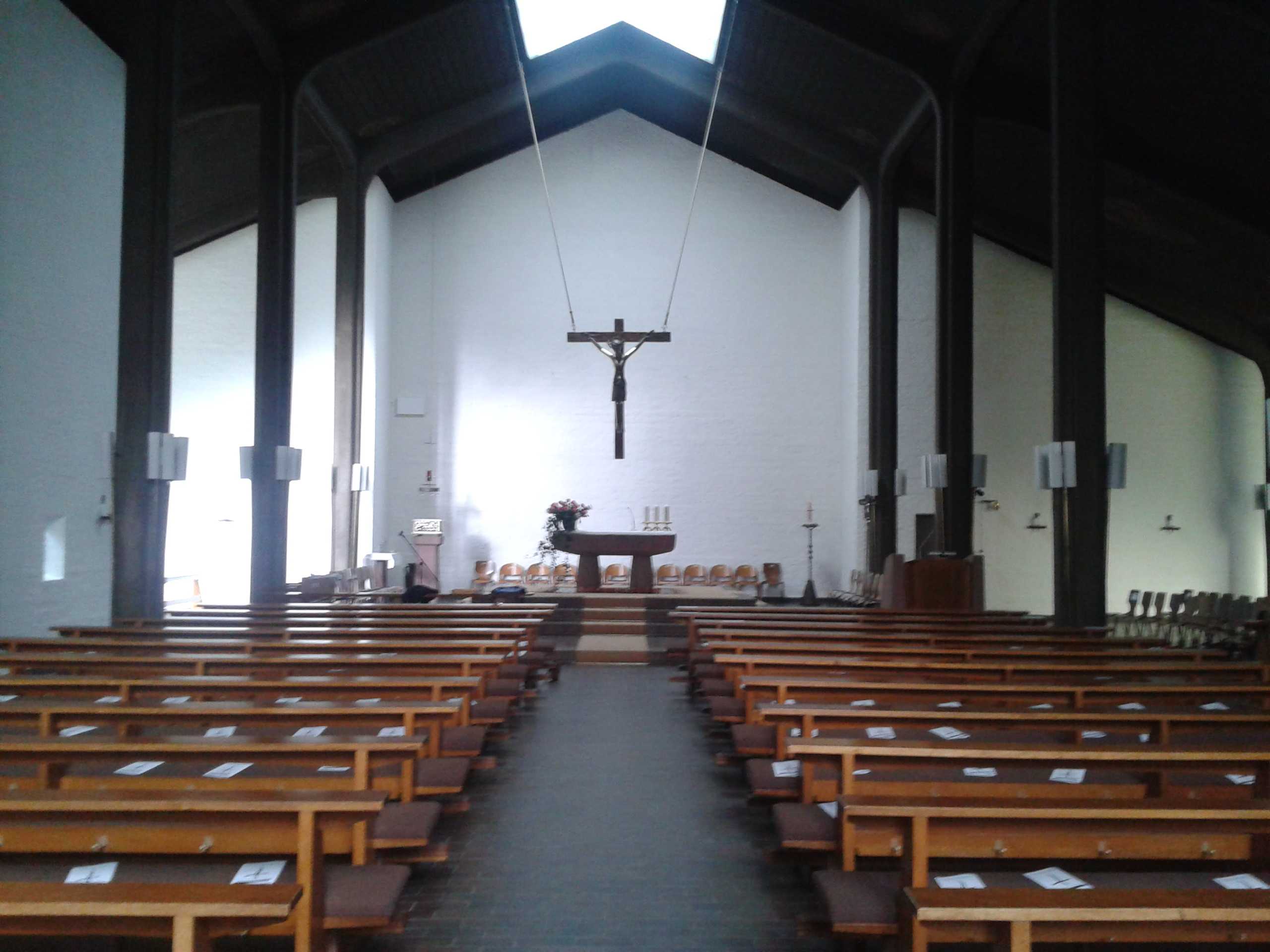
Blick vom Haupteingang zum Altar
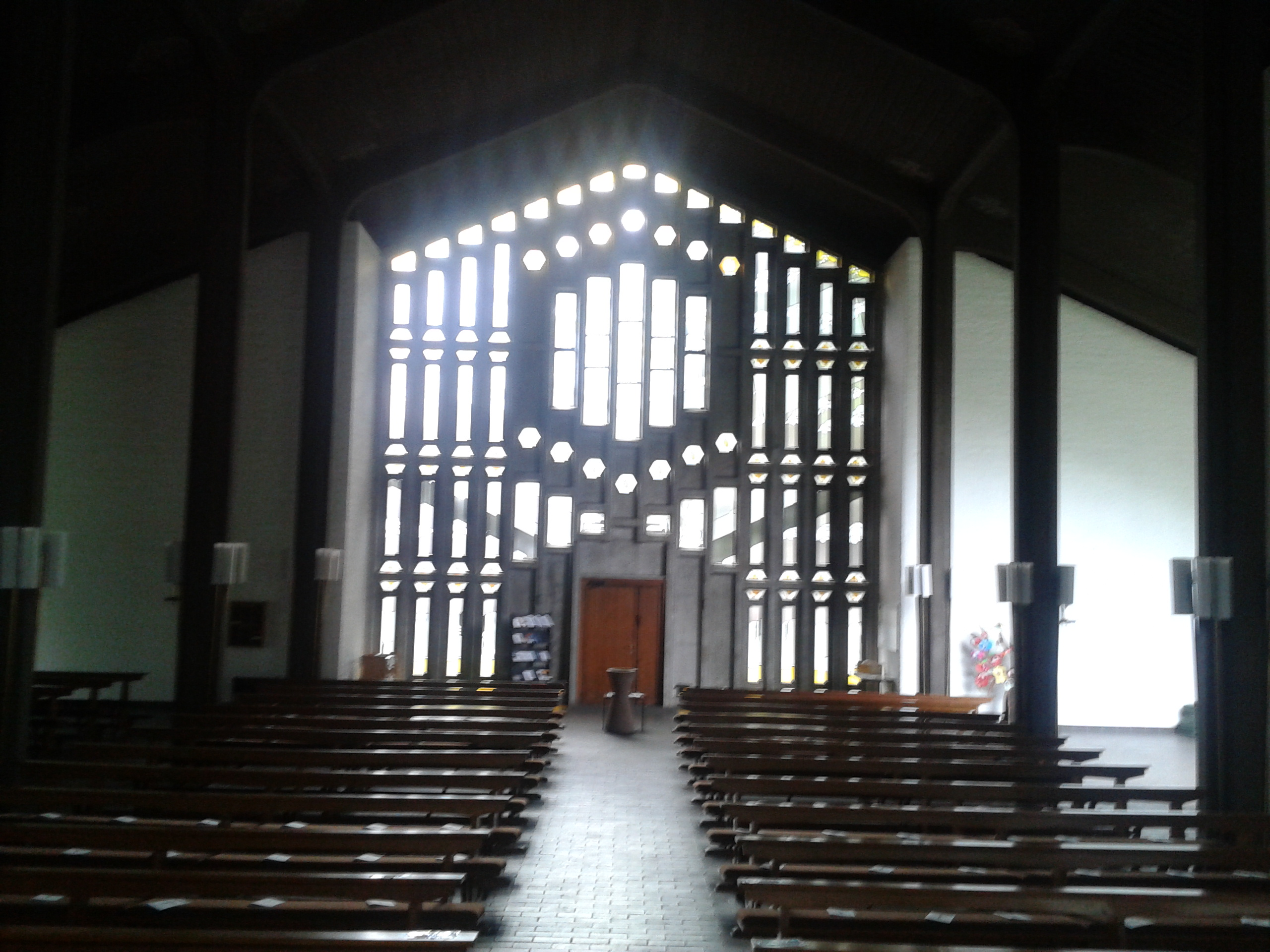
Blick vom Altar zur von Hubert Schaffmeister verglasten Wand um das Hauptportal